# Noah Adedeji-Sternberg
Noah Adedeji-Sternberg (Antwerpen, 19 juni 2005) is een Belgisch voetballer die onder contract staat bij KRC Genk. Adedeji-Sternberg speelt op de positie van flankaanvaller maar kan ook uitgespeeld worden als aanvallende middenvelder.

## Carrière
Adedeji-Sternberg werd geboren in het Belgische Antwerpen. Hij genoot zijn opleiding in België bij Royal Antwerp FC en Royal Excel Moeskroen waarna hij in 2015, op 10-jarige leeftijd, de overstap maakte naar Duitsland en zich aansloot bij de jeugd van Rot-Weiß Oberhausen. Hier werd hij opgemerkt door Bundesliga club Borussia Mönchengladbach. In het seizoen 2022/23 speelde hij mee met de U19 van Mönchengladbach, in 20 wedstrijden was hij goed voor 7 doelpunten en 9 assists.  In de voorbereiding van het seizoen 2023/24 werd bekend dat Adedeji-Sternberg de overstap maakt naar de Belgische eersteklasser KRC Genk. Hij zal hier uitkomen voor Jong Genk, het beloftenelftal van Genk dat uitkomt in de Eerste klasse B, het op één na hoogste niveau in België. Op 20 augustus 2023 maakte Adedeji-Sternberg zijn professioneel debuut in de competitiewedstrijd tegen Francs Borains, na 79 minuten viel hij in voor Thomas Claes. Hij groeide uit tot een sterkhouder bij Jong Genk. Tijdens de winterstop nam hoofdcoach Wouter Vrancken hem mee op winterstage met het eerste elftal in Benidorm. In februari 2024 raakte bekend dat Adedeji-Sternberg samen met ploeggenoot Kos Karetsas definitief de overstap naar het eerste elftal zal maken. 
Op 17 februari 2024 maakte hij zijn officieel debuut voor het eerste elftal van Genk. In de competitiewedstrijd tegen RWDM mocht hij in de blessuretijd van de wedstrijd invallen voor Luca Oyen. Het seizoen 2024/25 vatte hij aan bij de A-kern onder de nieuwe coach Thorsten Fink. Op 17 september 2024 wist Adedeji-Sternberg zijn eerste doelpunt op het hoogste niveau te scoren. In de uitwedstrijd tegen RSC Anderlecht mocht hij invallen in de 85ste minuut voor Yira Sor. Nauwelijks één minuut later scoorde hij de 0-2 voor Genk waarmee hij de wedstrijd in een beslissend plooi zou leggen. Op 7 december 2024 kreeg hij zijn eerste basisplaats tegen KV Kortrijk, waarin hij ook scoorde. 

## Clubstatistieken
| Seizoen         | Club            | Land            | Competitie      | Competitie | Competitie | Beker | Beker | Supercup | Supercup | Europees | Europees | Totaal | Totaal |
| Seizoen         | Club            | Land            | Competitie      | Wed.       | Dlp.       | Wed.  | Dlp.  | Wed.     | Dlp.     | Wed.     | Dlp.     | Wed.   | Dlp.   |
| --------------- | --------------- | --------------- | --------------- | ---------- | ---------- | ----- | ----- | -------- | -------- | -------- | -------- | ------ | ------ |
| 2023/24         | Jong Genk       | Vlag van België | Eerste klasse B | 24         | 5          | —     | —     | —        | —        | —        | —        | 24     | 5      |
| 2023/24         | KRC Genk        | Vlag van België | Eerste klasse A | 5          | 0          | 0     | 0     | —        | —        | —        | —        | 5      | 0      |
| 2024/25         | Jong Genk       | Vlag van België | Eerste klasse B | 3          | 0          | —     | —     | —        | —        | —        | —        | 3      | 0      |
| 2024/25         | KRC Genk        | Vlag van België | Eerste klasse A | 28         | 3          | 5     | 1     | —        | —        | —        | —        | 33     | 4      |
| Carrière totaal | Carrière totaal | Carrière totaal | Carrière totaal | 60         | 8          | 5     | 1     | 0        | 0        | 0        | 0        | 65     | 9      |

Bijgewerkt op 26 april 2025.
1 Van Crombrugge ·
2 Pierre ·
3 Mujaid ·
6 Smets ·
7 Bonsu Baah ·
8 Heynen  ·
9 Oh ·
11 Oyen ·
14 Sor ·
15 Claes ·
17 Hrošovský ·
18 Kayembe ·
19 Medina ·
20 Karetsas ·
21 Bangoura ·
22 Manguelle ·
23 Steuckers ·
24 Sattlberger ·
27 Nkuba ·
32 Adedeji-Sternberg ·
34 Palacios ·
39 Penders ·
44 Kongolo ·
51 Brughmans ·
77 El Ouahdi ·
99 Tolu ·
Coach: Fink